# Etrema perlissa
Etrema perlissa is een slakkensoort uit de familie van de Clathurellidae. De wetenschappelijke naam van de soort is voor het eerst geldig gepubliceerd in 1904 door E. A. Smith.